# Ribosildihidronicotinamida deshidrogenasa (quinona)
La Ribosildihidronicotinamida deshidrogenasa (quinona) (EC 1.10.99.2) es una enzima que cataliza la siguiente reacción química:
Por lo tanto los dos sustratos de esta enzima son 1-(β-D-ribofuranosil)-1,4-dihidronicotinamida y quinona, mientras que sus dos productos son 1-(β-D-ribofuranosil)nicotinamida e hidroquinona.

## Clasificación
Esta enzima pertenece a la familia de las oxidorreductasas, más específicamente a aquellas oxidorreductasas que actúan sobre difenoles y sustancias relacionadas como dadores de electrones y con otros aceptores.

## Nomenclatura
El nombre sistemático de esta clase de enzimas es 1-(β-D-ribofuranosil)-1,4-dihidronicotinamida:quinona oxidorreductasa. Otros nombres con los que se la conoce son NRH:quinona oxidorreductasa 2, NQO2, NQO2, NAD(P)H:quinona oxidorreductasa-2 (incorrecto), QR2, quinona reductasa 2, N-ribosildihidronicotinamide deshidrogenasa (quinona), y NAD(P)H:quinona oxidoreductasa2 (incorrecto).

## Estructura y función
Esta enzima participa en el metabolismo de la nicotinamida y de las quinonas. Se trata de una flavoproteína. A diferencia de EC 1.6.5.2, la NAD(P)H deshidrogenasa (quinona), esta quinona reductasa no puede utilizar NADH o NADPH, en su lugar utiliza N-ribosil y N-alquildihidronicotinamidas. Los hidrocarburos aromáticos policíclicos, tales como el benceno y antraceno, y los oestrógenos 17β-estradiol y dietilestilbestrol funcionan como potentes inhibidores. Esta enzima es capaz de catalizar tanto la transferencia de 2 electrones como de 4, pero los aceptores de un único electrón, tales como el ferrocianuro de potasio no son reducidos. 